# Commonwealth Games 2010/Synchronschwimmen
Bei den Commonwealth Games 2010 in Neu-Delhi fanden im Synchronschwimmen zwei Wettbewerbe statt, beide für Frauen.
Austragungsort war der SPM Swimming Pool Complex.

## Einzel
| Platz | Land | Sportlerin                   | Punkte |
| ----- | ---- | ---------------------------- | ------ |
| 1     | CAN  | Marie-Pierre Boudreau-Gagnon | 95,334 |
| 2     | ENG  | Jenna Randall                | 90,000 |
| 3     | SCO  | Lauren Smith                 | 80,084 |

Datum: 6./7. Oktober 2010

## Duett
| Platz | Land | Sportlerinnen                            | Punkte |
| ----- | ---- | ---------------------------------------- | ------ |
| 1     | CAN  | Marie-Pierre Boudreau-Gagnon Chloé Isaac | 95,167 |
| 2     | ENG  | Olivia Allison Jenna Randall             | 89,334 |
| 3     | AUS  | Sarah Bombell Eloise Amberger            | 79,000 |

Datum: 6./7. Oktober 2010

## Medaillenspiegel
| Platz | Land       | Gold | Silber | Bronze | Gesamt |
| ----- | ---------- | ---- | ------ | ------ | ------ |
| 1     | Kanada     | 2    | -      | -      | 2      |
| 2     | England    | -    | 2      | -      | 2      |
| 3     | Schottland | -    | -      | 1      | 1      |
|       | Australien | -    | -      | 1      | 1      |